# Неграновані коштовності
«Неграновані коштовності» (англ. Uncut Gems) — кримінальний трилер, який поставили режисери Джош і Бенні Сефді за їх спільним сценарієм з Рональдом Бронштейном. Головні ролі виконали: Адам Сендлер, Кевін Гарнетт, Ідіна Мензел, Лакіт Стенфілд і Ерік Богосян.
Прем'єра фільму відбулася 30 серпня 2019 року на кінофестивалі в Теллуриді , в кінотеатрах стрічка вийшла 13 грудня 2019 року.

## Сюжет
Двоє шахтарів у Ефіопії знаходять великий опал. Його купує Говард Ратнер — багатий єврей, директор ювелірної крамниці KMH у Нью-Йорку. Говард заможний, але не вміє розпоряджатися грошима. Він залежний від азартних ігор, має дорогий будинок на Лонг-Айленді для своєї дружини Діни, квартиру на Мангеттені для коханки Джулії та басейн. Діна, втомлена його ненадійністю, планує розлучитися з Говардом після Песаху.
Говард повинен повернути борг у 100 тис. доларів своєму зятю Арно. Саме за ці гроші він купив рідкісний опал. Арно відправляє двох найманих головорізів, Філа та Ніко, щоб ті нагадали Говарду про борг. Говард намагається продовжити кінцевий термін до понеділка, коли опал буде виставлено на аукціон, оскільки вважає, що його можна продати за мільйон доларів.
Діловий партнер Говарда, Демані, приводить до KMH відомого баскетболіста Кевіна Гарнетта. Гарнетт вірить, що опал принесе йому удачу в грі плей-оф того ж вечора. Він обіцяє повернути опал одразу ж після гри, і як заставу дає Говарду свій перстень чемпіона NBA 2008 року. Говард не може втриматися від спокуси зіграти в ставки на спорт, тому закладає перстень у ломбард, ставлячи на перемогу Гарнетта. Хоча Гарнетт виграє, він розгніваний легковажним вчинком Говарда, тому вирішує не повертати опал.
Наступного вечора Говард іде на шкільну виставу своєї доньки, але його перестрівають Арно, Філ і Ніко. Арно картає Говарда за його безрозсудні витрати. Він зі спільниками вирішують покарати Говарда, роздягають його догола і замикають у багажнику його авто, змушуючи покликати на допомогу Діну.
Говард зустрічає Демані на вечірці в нічному клубі, влаштованій R&B співаком The Weeknd, щоб забрати опал у Демані. Але камінь все ще у Гарнетта. Говард застає Джулію з The Weeknd у туалеті клубу і вважає, що вони займалися сексом. Він б'ється з The Weeknd і наказує Джулії покинути його квартиру.
Гарнетт повертає опал Говарду, проте вважає, що це його щасливий талісман, і вирішує купити камінь на майбутньому аукціоні. Він просить повернути перстень, але Говард бреше, що залишив його вдома. Пізніше Говард дорікає Демані за те, що той так довго дозволяв Гарнетту тримати опал. Розлючений, Демані громить офіс Говарда та отруює його дорогий акваріум. Після незручної сімейної вечері на Песах, Діна відхиляє прохання Говарда дати їхньому шлюбу ще один шанс. По дорозі додому з сином Говард зупиняється біля квартири. Син дізнається, що Джулія була там.
Усупереч очікуванню Говарда, аукціонний дім оцінює опал не в мільйон, а лише 155 тис. доларів. Говард боїться, що Гарнетт легко купить камінь, тому просить свого тестя Гуї, щоб той підняв ціну хоча б до 250 тис., подавши фальшиві ставки. Гуї піднімає ціну до 190 тис. доларів, змушуючи Гарнетта поступитися, і потім передає опал Говарду. Проте коштів усе одно замало, щоб виплатити борг Арно, бо тепер Говард мусить віддати частку Гуї. Арно, Філ та Ніко нападають на Говарда біля аукціонного дому, б'ють і кидають у фонтан.
Говард повертається до своєї крамниці побитий, мокрий і принижений. Джулія втішає його, і вони миряться. Він поспішає забрати перстень Гарнетта з ломбарду, але запізнюється і змушений обміняти на нього свій коштовний перстень «Нікс» 1973 року. Гарнетт відвідує KMH, щоб забрати перстень та поговорити з Говардом про купівлю опала. Говард погоджується продати камінь за 165 тис. доларів. Але невдовзі він знову робить ставки на спорт і ставить на Гарнетта, замість того, щоб погасити свої борги.
Арно, Філ та Ніко відвідують KMH, погрожують Говарду і вимагають, щоб він скасував ставку. Говард піддається і залучає Джулію, щоб вона таємно взяла гроші та все одно зробила ставку в казино «Mohegan Sun». Арно, Філ та Ніко, які опинилися за дверима крамниці, змушені дивитися за грою Гарнетта по телевізору.
Гарнетт знову виграє, заробляючи Говарду 1,2 млн доларів. Радісний Говард іде до Арно та його людей, але його застрілює розлючений Філ. Далі Філ вбиває Арно і разом із Ніко грабує крамницю. Джулія забирає виграш Говарда, а Діна викликає поліцію. Камера пролітає крізь рану в голові Говарда, як пролітала крізь опал на початку фільму.

## В ролях
- Адам Сендлер — Говард Ратнер
- Кевін Гарнетт — в ролі самого себе
- Ідіна Мензел — Діна Ратнер
- Лейкіт Стенфілд — Демані
- Джулія Фокс — Джулія Холмс
- Ерік Богосян — Арно
- Джадд Хірш — Гуї
- Палома Елсессер — Кет
- Кіт Вільямс Річардс — Філ
- Майк Франсеса — Ентоні
- Ноа Фішер — Марсель
- Джон Еймос — сусід
- The Weeknd — камео
- Пом Клементьєфф — Лексус

## Вихід
Світова прем'єра фільму відбулася на кінофестивалі в Теллуриді 30 серпня 2019 року. Також його показали на Міжнародному кінофестивалі в Торонто 9 вересня 2019 року. Фільм вийшов в обмежений кінопрокат 13 грудня, а в широкий — 25 грудня 2019 року.

### Критика
Рейтинг фільму на сайті Rotten Tomatoes становить 91 % (базуючись на 351 рецензії із середньою оцінкою 8,34/10). Вердикт сайту говорить: «Фільм зміцнює статус братів Сефді як майстрів кіно з оголеним нервом, а також те, що Адам Сендлер залишається грізним драматичним актором, коли йому надають правильний матеріал». Середня оцінка стрічки на сайті Metacritic складає 93 балів з 100, на основі 59 рецензій, з вердиктом «загальне визнання».
У своїй статті про міжнародний кінофестиваль в Торонто Венді Іде з газети The Guardian оцінила «Неграновані коштовності» як один з кращих фільмів, показаних на цьому заході, назвавши його «хвилюючим, захопливим і напруженим», «чудова робота Сендлера» — підкреслила вона, назвавши цю роль як одну з кращих в кар'єрі актора, а також особливо похваливши роботу оператора.
Згідно з рецензією Еріка Кона у IndieWire, «Неограновані коштовності» не сподобаються тим, хто віддає перевагу головним героям, яких легко полюбити, або історіям із чистими моральними принципами. Але є справжнє підривне задоволення від спостереження за Говардом у його безглуздих пошуках усіх грошей, які він може заробити, і від споглядання за тим, як він з такою переконаністю готує себе до провалу протягом усього шляху.